# لغة موريورية
موريوري، أو تا ري موريوري ('اللغة الموريورية')، هي لغة بولينيزية وثيقة الصلة بالماورية النيوزيلندية. يتحدث بها الموريوريون، السكان الأصليون لجزر تشاتام النيوزيلندية (ريكوهو في موريوري)، وهي أرخبيل يقع شرق الجزيرة الجنوبية. انقرضت الموريورية كلغة أولى في مطلع القرن العشرين، لكن محاولات إحيائها مستمرة.
الموريورية هي لغة بولينيزية انحرفت عن لهجات الماورية بعد قرون من العزلة، مع بقائها مفهومة بشكل متبادل. تتميز اللغة بنطق حلقومي وترخيم ثابت للحروف المتحركة النهائية، مما يعني أنها على عكس الماورية، قد تنتهي الكلمات بحروف ساكنة.